# Gianni di Calais
Gianni di Calais è un melodramma semiserio in tre atti di Gaetano Donizetti, composto nel 1828 su libretto di Domenico Gilardoni.
La prima rappresentazione ebbe luogo a Napoli il 2 agosto 1828: buona parte del successo dell'opera fu dovuta all'interpretazione dei due celebri cantanti Antonio Tamburini, per il quale Donizetti aveva appositamente scritto la parte di Rustano, e Giovanni Battista Rubini, che impersonava il protagonista.

## Cast della prima assoluta
| Personaggio | Interprete               |
| ----------- | ------------------------ |
| Gianni      | Giovanni Battista Rubini |
| Metilde     | Adelaide Comelli Rubini  |
| Rustano     | Antonio Tamburini        |
| Il re       | Michele Benedetti        |
| Rogiero     | Filippo Tati             |
| Adelina     | Maria Carraro            |
| Arrigo      | Edvige Ricci             |
| Corrado     | Gaetano Chizzola         |
| Guido       | Giovanni Pace            |
| Un ufiziale | Capranico figlio         |

## Trama
Portogallo. La duchessa Adelina incontra nottetempo, sulla spiaggia, una donna mascherata con un bambino: la sconosciuta si rivela essere la sua amica Metilda, figlia del re, fuggita per non dover sposare Rogiero; durante la sua fuga avrebbe rischiato di cadere prigioniera dei pirati se non fosse stata soccorsa dall'armatore Gianni di Calais, divenuto poi suo sposo. Nessuno sa che la donna è la figlia del re, tranne il fedele amico di Gianni, Rustano.
Arriva Gianni, e le vele della sua nave riportano l'immagine della moglie e del figlio. Questo fa sì che venga chiamato a corte, dal sovrano in cerca della figlia: è qui che Gianni viene a sapere dell'identità della moglie. Compare proprio Metilda, e vedendola Rogiero, furibondo, medita vendetta. Fa rapire il figlio di Gianni e Metilda, che viene però prontamente salvato da Rustano. Il re punisce Rogiero, e Gianni può riabbracciare sua moglie.

## Struttura dell'opera
- Sinfonia

### Atto I
- N. 1 - Introduzione e Cavatina Guido Dove? Intesi. T'allontana - Nel più fitto della notte (Corrado, Coro, Guido, Arrigo)
- N. 2 - Cavatina Metilde e Sestetto Seconda, o ciel pietoso (Metilde, Adelina, Rogiero, Corrado, Guido, Arrigo, Coro)
- N. 3 - Cavatina Rustano Una barchetta il mar solcando va
- N. 4 - Duetto Rustano e Gianni Io l'astrologo non fo (Rustano, Gianni, Ufiziale)

### Atto II
- N. 5 - Duetto Adelina e Rustano Siete un uomo singolare
- N. 6 - Aria Gianni Fasti! Pompe! Omaggi! Onori!
- N. 7 - Terzetto Gianni, Metilde e Rustano Metilde? Ah no. ah sì
- N. 8 - Finale II E' dessa! Quegli è il figlio! - Tu, in grembo all'innocenza - Se quella fede (Rogiero, Coro, Adelina, Arrigo, Re, Metilde, Gianni)

### Atto III
- N. 9 - Introduzione e Aria Rogiero Che buio! Che silenzio! - Di Gianni è questo il foglio (Rustano, Corrado, Coro, Rogiero)
- N. 10 - Duetto Rustano e Metilde Signora?... / Che!
- N. 11 - Finale III Dopo tante pene e tante (Adelina, Metilde, Ermanno, Re, Gianni, Coro, Rustano)